# Oeiras Open 2025
Die Oeiras Open 2025 waren ein Tennisturnier der WTA Challenger Series 2025 für Damen und ein Tennisturnier der ATP Challenger Tour 2025 für Herren in Oeiras. Die Turniere fanden parallel vom 14. bis 20. April 2025 statt.

## Damenturnier
→ Qualifikation: Oeiras Ladies Open 2025/Qualifikation